# Azot (ген)
Azot (ahuizotl) — ген, названный в честь многорукого мифологического существа ацтеков защищавшего озера от рыбацких лодок. Этот ген участвует в удалении постаревших и повреждённых клеток в организме для поддержания здоровья тканей в процессе развития и в зрелом возрасте. Отсутствие этого гена приводит к увеличению числа морфологических уродств и предрасположенности к случайным мутациям, а также ускоряет дегенеративные процессы в тканях организма.
Обычно в клетке находится две копии этого гена. Исследователям удалось добавить в клетку дрозофилы Drosophila melanogaster третью копию гена Azot. В результате улучшилась отбраковка постаревших клеток и средняя продолжительность жизни особей увеличилась на 50-60% по сравнению с нормой.
Ген azot состоит из одного экзона, кодирующего эволюционно консервативный цитоплазматический белок, имеющий четыре EF-руки.